# ポカラ空港
ポカラ空港(ネパール語: पोखरा विमानस्थल, 英語: Pokhara Airport)は、ネパール中部のガンダキ州カスキ郡ポカラにある空港。1958年6月に開港した。

## 就航航空会社
定期便を運航している主な航空会社は、2023年1月以降ポカラ国際空港を利用している。
- シーター・エア
- タラ・エア

遊覧飛行、ヘリコプターなどは、当面の間ポカラ空港を利用する予定である。

## 就航都市
- ジョムソン
- マナン（英語版）
- アンナプルナ、ヒマラヤ山脈 遊覧飛行

## アクセス
- タクシー
  - ダムサイドまでRs.100、レイクサイドまでRs.200

## 新空港
1970年代から新空港の計画があり、2023年1月1日に開港した。